# Ellen Thesleff
Ellen Thesleff, née le 5 octobre 1869 à Helsinki et morte le 12 janvier 1954 dans la même ville, est une artiste finlandaise. Sa carrière, étendue des années 1890 à sa mort, en fait une figure importante de la peinture moderniste finlandaise.
Dans les années 1890 à 1900, période de l'âge d'or de l'art finlandais, elle étudie à Paris où elle est influencée principalement par le symbolisme. Installée à Florence dans les années 1900, elle se tourne vers l'expressionnisme et la gravure sur bois, avant de revenir à la peinture dans les années 1920. Si ses premières œuvres sont réalistes, elle se rapproche à la fin de sa vie de l'abstraction.

## Biographie

### Jeunesse et premiers enseignements (1869 - 1891)
Ellen Thesleff naît dans une famille suédophone bourgeoise mais progressiste, qui l’encourage et la soutient dans ses aspirations artistiques. Comme ses quatre frères et sœurs, elle apprend la musique. Elle grandit dans une fratrie unie et est particulièrement proche de sa sœur Gerda, qui comme elle ne s’est jamais mariée et avec qui elle s’installera à la fin de sa vie. Dès son adolescence, ses séjours dans la propriété familiale de Murole, à Ruovesi, sont l’occasion de s’exercer au plein-air, un genre qu’elle pratiquera toute sa vie.
Son père, Alexander Thesleff, est un peintre amateur et son premier mentor, avec qui elle fait un tour d’Europe en 1888. Il décède en 1892, alors que la carrière artistique de sa fille commence à peine. Sa mère Emilia Thesleff, née Sanmark, est aussi une figure importante et une conseillère pour la jeune artiste.
Elle prend ses premiers cours de dessin chez Adolf von Becker entre 1885 et 1887, puis étudie à l’École finlandaise de dessin pendant deux ans. Mais elle est déçue par l’académisme de son enseignement, et de 1889 à 1891, elle entre dans l’atelier privé de Gunnar Berndtson qui avait connu Paris dans les années 1880. Elle y découvre les principes du naturalisme français.

### Paris et le symbolisme (1891 - 1900)

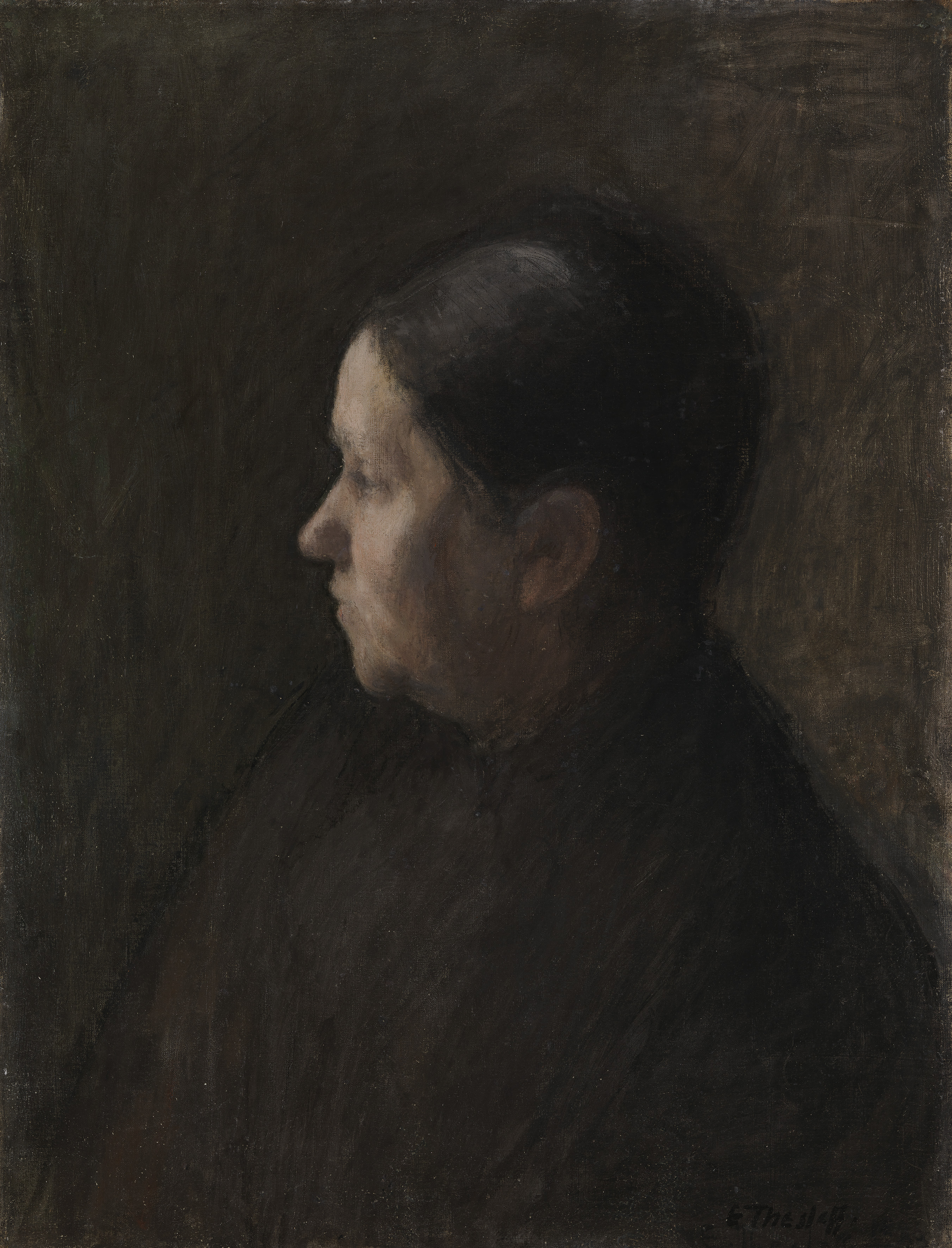
Portrait de la mère de l'artiste (1896).

Thesleff arrive à Paris en 1891. Sous l'influence d'Albert Edelfelt, plusieurs artistes finlandais de sa génération s'y installent au même moment : Magnus Enckell, Helene Schjerfbeck, Väinö Blomstedt, ou encore Beda Stjernschantz, qui s'inspirera de sa toile Thyra Elisabeth peinte en 1892. Thesleff entre à l’Académie Colarossi, où elle suit les enseignements de Gustave Courtois et Pascal Dagnan-Bouveret, jusqu’en 1893. L’Académie Colarossi, particulièrement progressiste et ouverte aux femmes, attire les artistes avant-gardistes rebutés par le conservatisme de l’École des beaux-arts. À cette époque, Thesleff porte les cheveux très courts, ce qui est alors provocateur pour une femme.
Dans l’effervescence artistique du Paris de l’époque, le symbolisme influence particulièrement les jeunes artistes finlandais ; c'est aussi le mouvement qui semble avoir le plus marqué Thesleff, dont les œuvres affichent une atmosphère vaporeuse et onirique. Elle admire alors les fresques de Puvis de Chavannes et les peintures monochromes d’Eugène Carrière, ainsi que des artistes anciens comme Léonard de Vinci et Sandro Botticelli.
Pour Hanna-Reetta Schreck, historienne de l’art et auteure d’une monographie sur l’artiste, le portrait de sa sœur Thyra Elisabeth, qu’elle peint en 1892, s’écarte du motif traditionnel de la femme que perpétuent ses compères masculins. La modèle n'y est pas érotisée, mais a au contraire un visage sûr et apaisé. Elle présente cette toile au Salon d’automne finlandais en 1892.
À l’Exposition universelle de 1900 à Paris, dans la catégorie des artistes russes (la Finlande appartient encore à l’Empire), elle présente six œuvres : trois portraits et un paysage non spécifiés, une Tête de jeune fille et une Joueuse de violon. Elle obtient une médaille de bronze.

### Florence et l'expressionnisme (1900 - 1915)

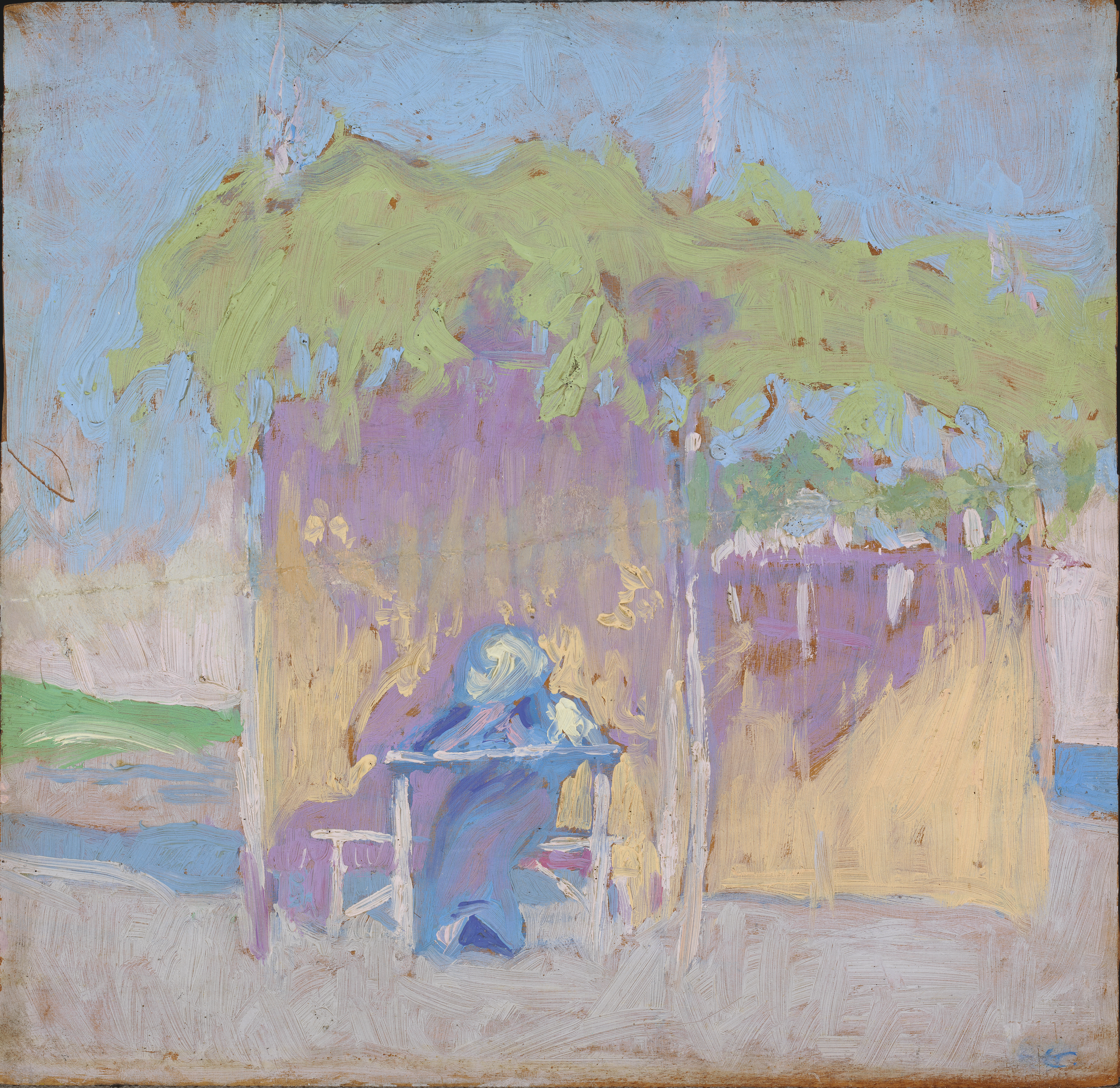
À la plage - Forte dei Marmi (1913).

Thesleff découvre Florence en 1894 ; la ville devient dès lors un des lieux les plus importants dans sa vie, qu’elle ne cessera de rejoindre pour des séjours plus ou moins longs, particulièrement à partir du début des années 1900 – période qui marque aussi, pour l’artiste, un tournant entre le symbolisme et l’expressionnisme.
Elle affectionne les vues de la ville dans lesquelles elle inclut des personnages, mais aussi les paysages toscans. Elle produit alors principalement des œuvres de taille réduite, emportant avec elle ses petites toiles, peignant en plein air dans la lumière du matin ou du soir. Son trait prend plus de dynamisme que dans ses premières peintures, et ses couleurs se vivifient sous le soleil méditerranéen. Elle-même écrit, dans son journal, le 28 janvier 1917 : « Une figure composée seulement de couleur – le mouvement – à travers la couleur ». Ce nouvel usage de la couleur n'est pas propre à Thesleff, mais global chez les artistes finlandais à partir de 1905-1910 : une évolution similaire apparaît notamment chez Magnus Enckell, qui fonde le Groupe Septem en 1912. Thesleff fait partie des premiers membres du groupe, mais ne participe qu'à la première exposition. Elle est remplacée plus tard par le peintre Per Åke Laurén.

#### Amitié avec Edward Gordon Craig

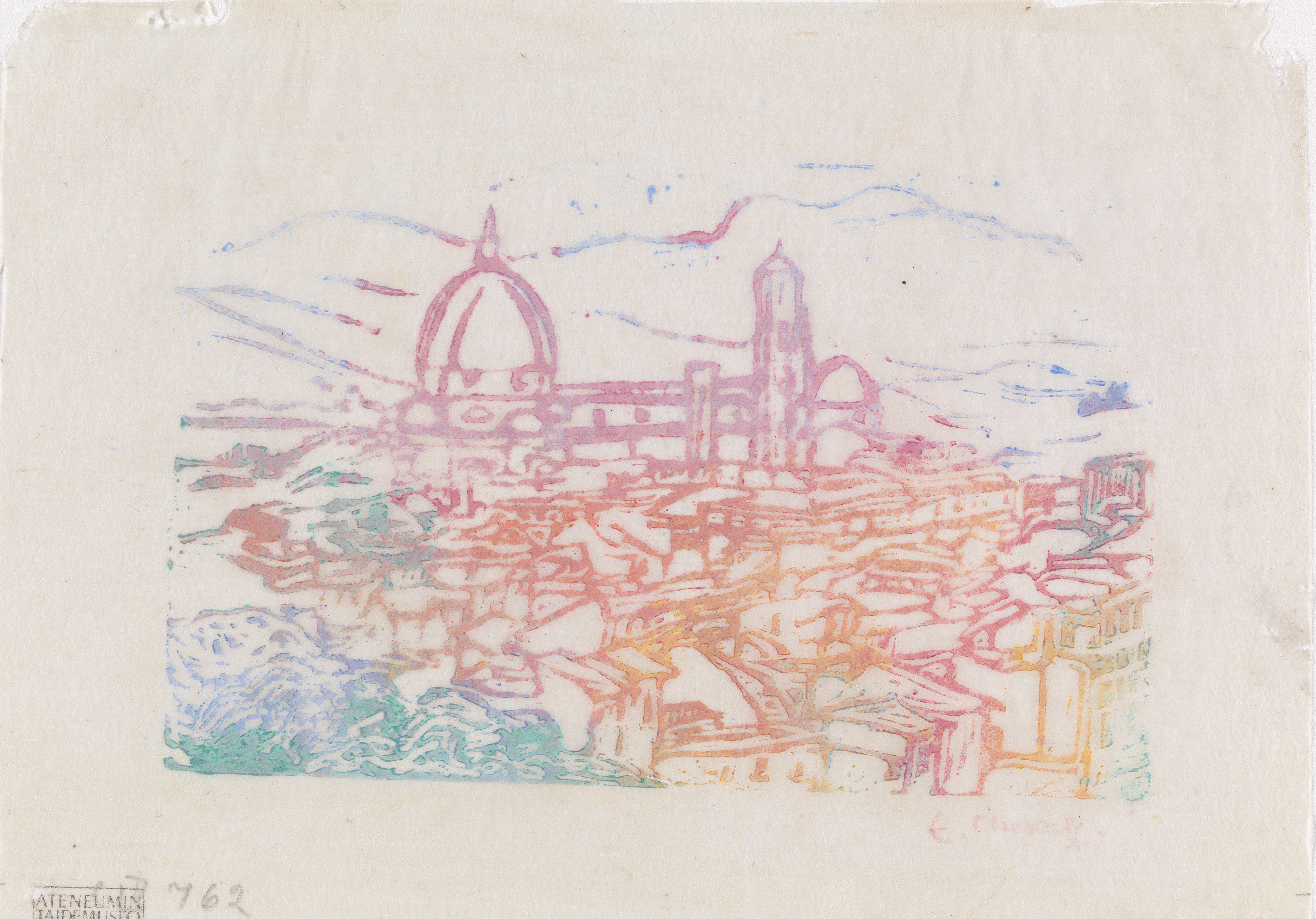
Florence (gravure sur bois, 1909).

En 1907, toujours à Florence, Thesleff rencontre Edward Gordon Craig, un influent comédien et metteur en scène. Directeur d’une école de scénographie, domaine en plein essor dans les années 1910-1920, il propose une approche pluridisciplinaire et un dialogue entre les arts. Il devient un des artistes les plus proches de Thesleff, à qui elle témoigne une véritable affection dans ses lettres – leur correspondance dure jusqu’à sa mort. Environ 260 lettres écrites par Thesleff sont conservées à la Bibliothèque nationale de France, et elles ont la particularité de mêler plusieurs langues – principalement allemand, français, italien et anglais. Selon l’historienne de l’art Monica Schalin, il était habituel pour Thesleff de mélanger les nombreuses langues qu’elle parlait dans ses écrits. Ces mélanges dans la correspondance à Craig peuvent être interprétés à la fois comme une marque de la confiance mutuelle que les deux artistes se portaient, et comme une sorte de langage secret.
Malgré cette importante relation entre les deux artistes, le fils de Craig ne la mentionne qu’une fois dans la biographie de son père. Thesleff a en outre détruit les lettres que Craig lui a envoyées, ce qui a soulevé des questions concernant leur relation – il faut néanmoins noter que Craig, marié, a eu de nombreuses amantes et une descendance importante, alors que Thesleff ne s’est jamais mariée et n’a jamais eu d’enfant. C’est sur les conseils de Craig qu’elle commence à utiliser la gravure sur bois,, dans une approche tantôt figurative, tantôt de plus en plus expressionniste et libre. Elle réalise parfois, sur un même thème, plusieurs versions à la peinture ou à la gravure, en noir et blanc ou en couleur.

### Retour en Finlande (1915 - 1939)

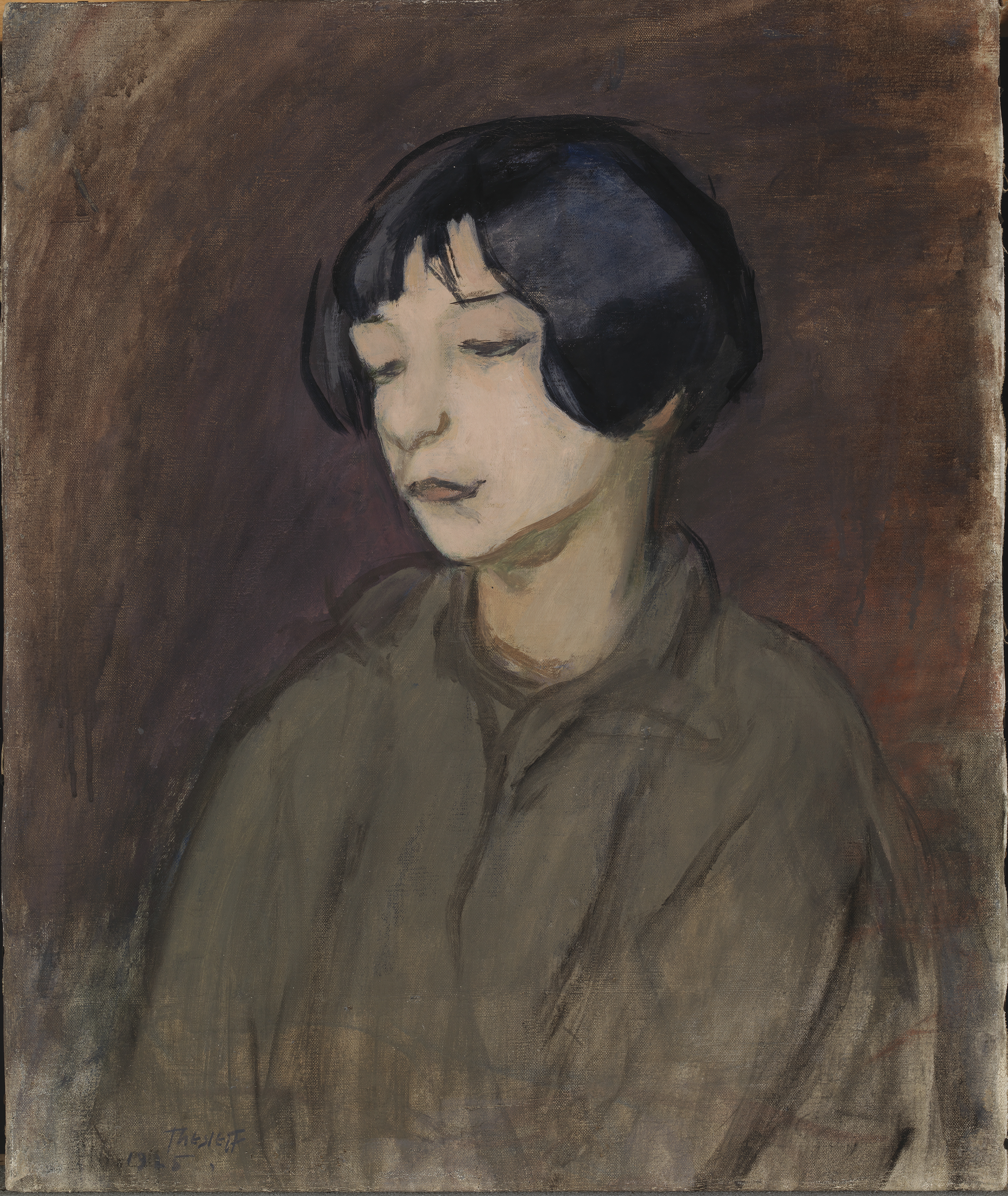
Jeune fille italienne (1925).

Malgré ses nombreux voyages, elle reste attachée à son pays natal et retourne s'y installer durant la Première Guerre mondiale, en 1915. Elle a rarement peint Helsinki, mais quelques huiles sur toile représentent son voisinage proche. Elle s’éloigne de la gravure sur bois, et écrit à Gordon Craig en 1934 : « je suis peintre et non graveuse. Les gravures que j’ai faites par le passé étaient surtout des reflets de ton influence ».
Ses productions perdent les couleurs vives qu’elles avaient dans les années 1900. Hanna-Reetta Schreck lie ce changement à la détérioration de la condition des femmes artistes dans la Finlande nouvellement indépendante, où, de plus, l’élite suédophone dont est issue Thesleff perd son influence. Ses productions sont reléguées aux catégories féminines et elle est alors, avec Helene Schjerfbeck, une des seules femmes finlandaises à jouir d’un certain statut grâce à son art. Toutes deux participent à une grande exposition d’art finlandais à Oslo, en 1929, et un journal français salue en Helene Schjerfbeck « une des meilleures artistes représentant le sexe faible », suivie par Thesleff par qui « l’art décoratif est brillamment représenté ».
Sa situation financière se détériore et elle est contrainte de dispenser des leçons, avant de s’installer en 1933 avec sa sœur Gerda à la résidence d’artistes Lallukka, à Helsinki, où elle peut à nouveau se consacrer entièrement à ses propres productions. Elle effectue encore des voyages à Florence, jusqu’en 1939.

### Fin de carrière (1939 - 1954)

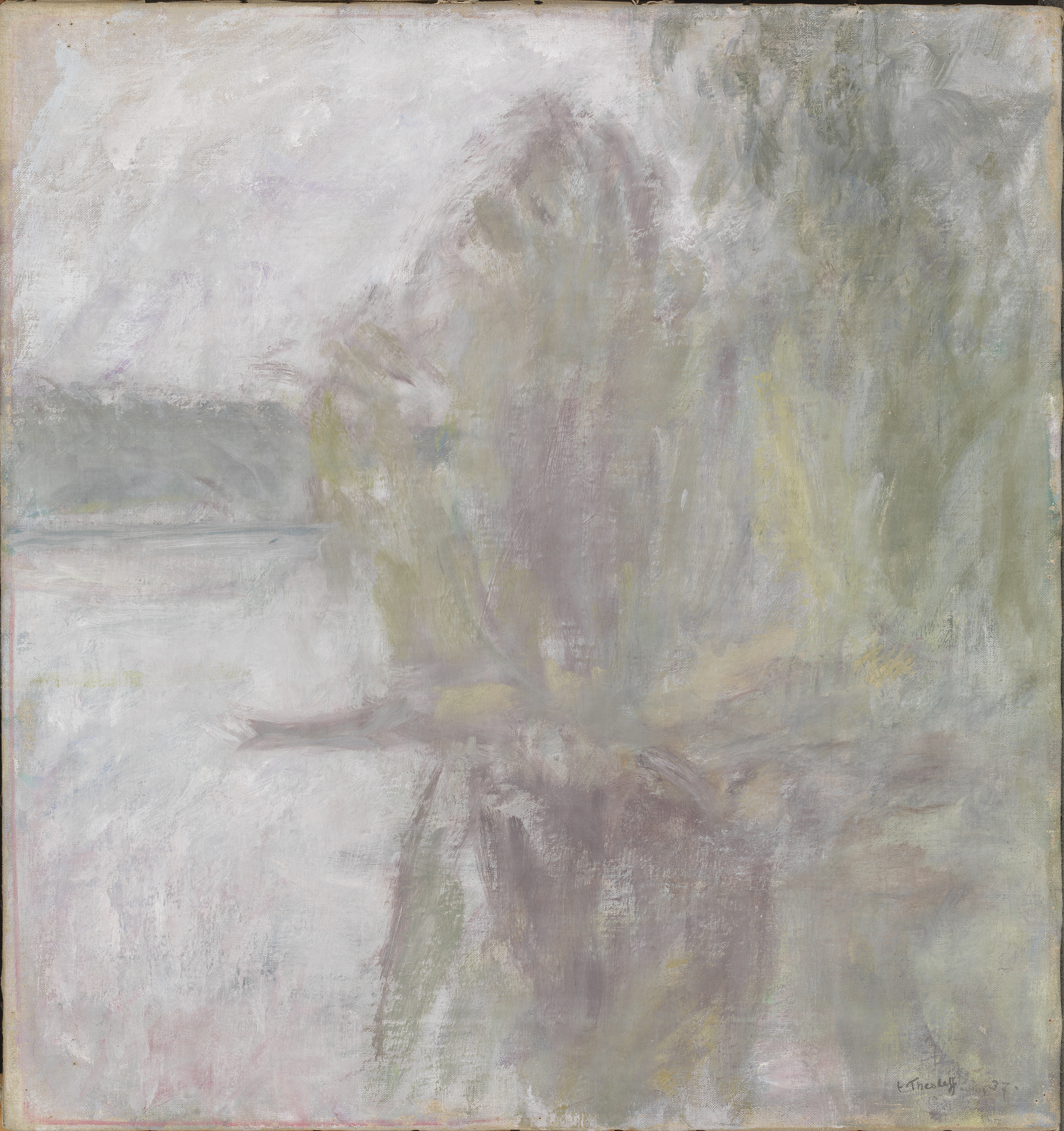
Lac (1937).

En 1939, Thesleff perd sa sœur Gerda, dont elle était très proche. C’est aussi le début de la Seconde Guerre mondiale qui la contraint plusieurs fois à fuir les bombardements. Bien que figuratifs, ses tableaux sont de plus en plus définis seulement par les coups de pinceaux, comme Lac, qu'elle peint en 1937. Elle est invitée à ses dernières expositions dans les années 1940, et meurt en 1954 à Helsinki, âgée de 84 ans.

## Postérité
Ellen Thesleff reste peu connue et très rarement citée dans les manuels d’histoire de l’art. Le Dictionnaire des peintres, sculpteurs, dessinateurs et graveurs de Bénézit (1939) lui consacre une brève entrée : « portraitiste, née à Helsingfors au XIXe siècle » et rappelle sa médaille de bronze à l’Exposition universelle de 1900. Elle est citée une fois dans le Dictionnaire de la peinture Larousse (2003), avec d’autres artistes nordiques.
Ses œuvres sont exposées principalement au musée Ateneum, au musée d'art de Kuopio et au musée des Beaux-Arts d'Helsinki, qui possède une grande partie de ses œuvres depuis la donation Bäcksbacka en 1976. Ces différents musées semblent chercher à réhabiliter son œuvre. Une exposition lui est notamment consacrée en 2019-2020, « Ellen Thesleff – I Paint Like a God », à l’occasion du 150e anniversaire de sa naissance.